# Tun scurt „de Bange” de 90 mm, model 1878/1880
Tunul scurt „de Bange” de 90 mm, model 1878/1880 a fost un tun de câmp cu tragere lentă, de fabricație franceză.:p. 47
Tunul s-a aflat în înzestrarea regimentelor de artilerie de câmp din Armata României. La începutul campaniei din anul 1916 Primul Război Mondial erau în evidență un număr de 190 de bucăți. :p. 56:p. 43

## Principii constructive
Tunul era destinat în principal pentru distrugerea forței vii a inamicului pe câmpul de luptă. Țeava era ghintuită, fiind construită din oțel forjat. Mecanismul de închidere era prevăzut cu închizător de tip „șurub” și un obturator pe bază de azbest, sistem „de Bange”, în camera de ardere. Proiectilele erau explozive. Tunul era montat pe un afet de tip „cetate” și un tren rulor cu două roți cu spițe metalice, pentru transport montându-se un antetren cu roți identice. :p. 43